# Александар Ратков
Александар Ратков (Београд, 11. март 1992) српски је професионални кошаркаш, који наступа за 3x3 репрезентацију Србије.

## Спортска каријера
Игра на позицији крила, наступа за Лиман. Представља 3x3 репрезентацију Србије. Наступио је за Србију на Олимпијским играма у Токију 2020 (одржале се 2021. због пандемије вируса корона); први пут да је 3x3 уврштен у олимпијски програм. Са репрезентацијом је стигао до полуфинала, победили су Белгију у борби за треће место са 21:10 и тако освојили бронзану медаљу.Са репрезентацијом је освојио златну медаљу на Европском првенству 2021.године
У августу 2021. године, ФИБА га је прогласила за најбољег 3x3 играча на свету.

## Награде

### Друге награде
- 2022: Награда Браћа Карић